# Конституційна криза в Україні 2020
"Конституційна криза в Україні 2020" — поширена у ЗМІ 2020 року характеристика кризової ситуації, що паралізувала е-декларування і роботу Національного агентства з питань запобігання корупції (НАЗК) в цілому, що тривала 27 жовтня по 25 грудня 2020 року після того, як Конституційний Суд України  визнав неконституційною статтю 366-1 Кримінального кодексу, яка передбачає покарання за недостовірне декларування.  

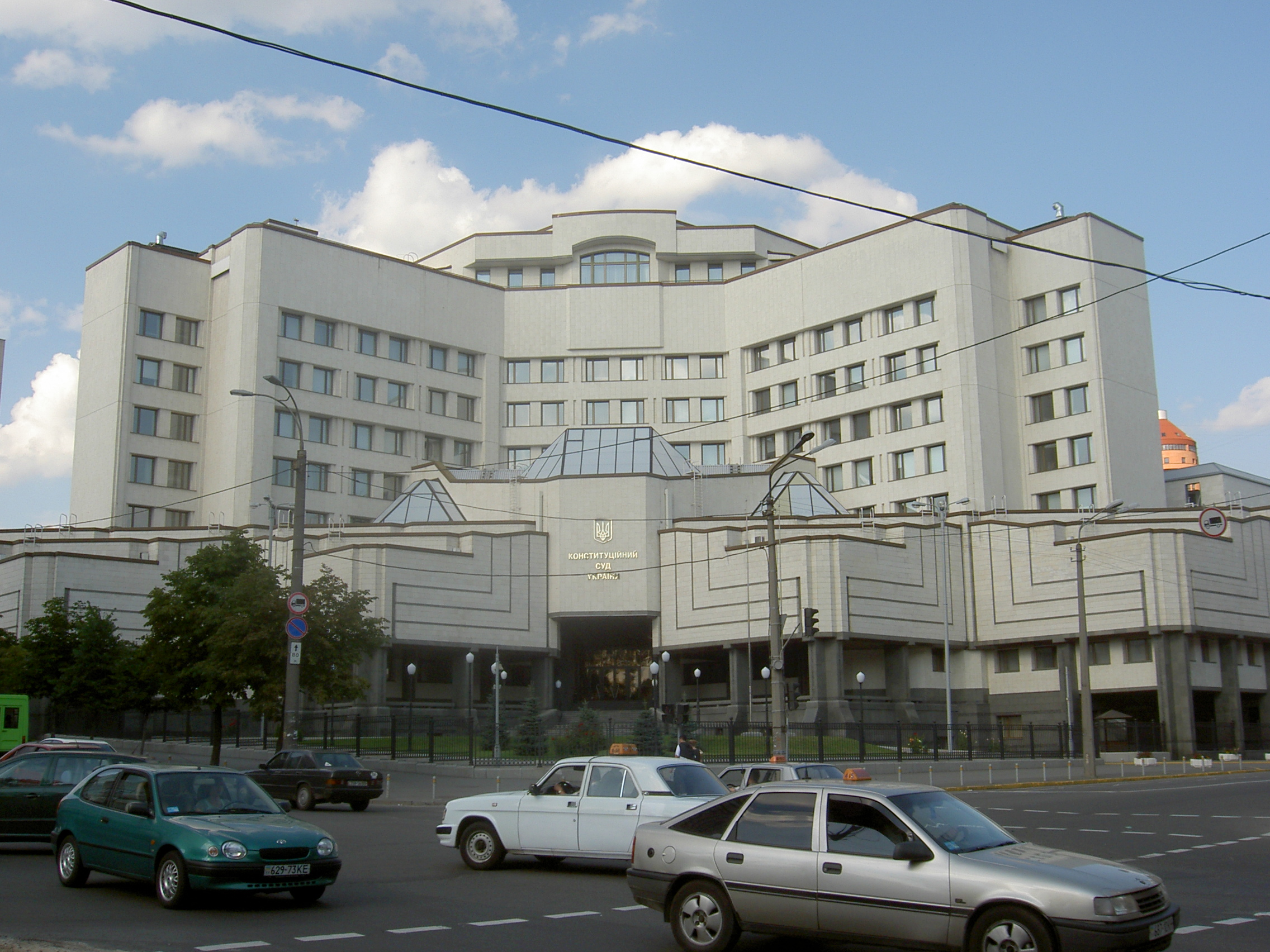
Будівля Конституційного Суду України

## Рішення Конституційного Суду України
Велика палата КСУ розглянула справу за поданням 47 нардепів України (з них 44 - з фракції ОПЗЖ) та визнала окремі положення Закону України «Про запобігання корупції» КК України неконституційними.
КСУ вважає, що встановлення кримінальної відповідальності за декларування завідомо недостовірних відомостей та умисне неподання суб’єктом декларації є надмірним покаранням за вчинення цих правопорушень. Негативні наслідки, яких зазнає особа, притягнута до кримінальної відповідальності за вчинення злочинів, передбачених статтею 366-1 КК України, непропорційні шкоді, яка може настати у разі недостовірності або відсутності декларування .
Також КС визнав неконституційними положення законів про перевірку е-декларацій чиновників і скасував право НАЗК перевіряти декларації та виявляти конфлікт інтересів. КС своїм рішенням позбавив НАЗК доступу до державних реєстрів, необхідних для проведення спецперевірок декларацій кандидатів на керівні посади до органів влади. Без цієї перевірки жоден керівник державного органу не може бути офіційно призначеним.

## Реакція НАБУ
Національне Антикорупційне Бюро України стверджує, що рішення КСУ про скасування кримінальної відповідальності за недостовірне декларування «не лише легітимізує наміри політиків та чиновників приховати від суспільства незаконно набуті статки, а й захищає інтереси окремих суддів КСУ, чиє недостовірне декларування досліджується у межах кримінальних проваджень».
НАБУ вважає запровадження електронного декларування одним із ключових надбань держави після Революції гідності та є основою антикорупційної реформи 2014 року.
Мета декларування — зробити владу прозорою та підзвітною суспільству. Адже декларантами є особи, що утримуються коштом платників податків, у тому числі це стосується і суддів. 
«Станом на 27 жовтня 2020 року в роботі НАБУ перебувало 110 кримінальних проваджень, в межах яких детективи досліджують близько 180 фактів умисного внесення посадовцями недостовірних відомостей до е-декларацій. 7 особам, серед яких троє колишніх народних депутатів, повідомлено про підозру. 34 справи скеровано до суду. Стосовно 13 осіб є рішення суду (6 вироків, стосовно 7 осіб справи закриті за нереабілітуючими підставами). Через рішення КСУ всі ці справи мають бути закриті.»— повідомило НАБУ. 
«Запроваджуючи е-декларування, Україна наслідувала кращі практики розвинених західних країн, в яких декларування є  елементом політичної культури та проявом поваги до громадян. Дієвість цього інструменту визначається ступенем відповідальності за його порушення, яку КСУ своїм рішенням фактично звів нанівець. Тим самим завдано нищівного удару по ефективному інструменту очищення влади від корупції.»— пишуть на офіційному сайті Національного Антикорупційного Бюро України .

## Наслідки

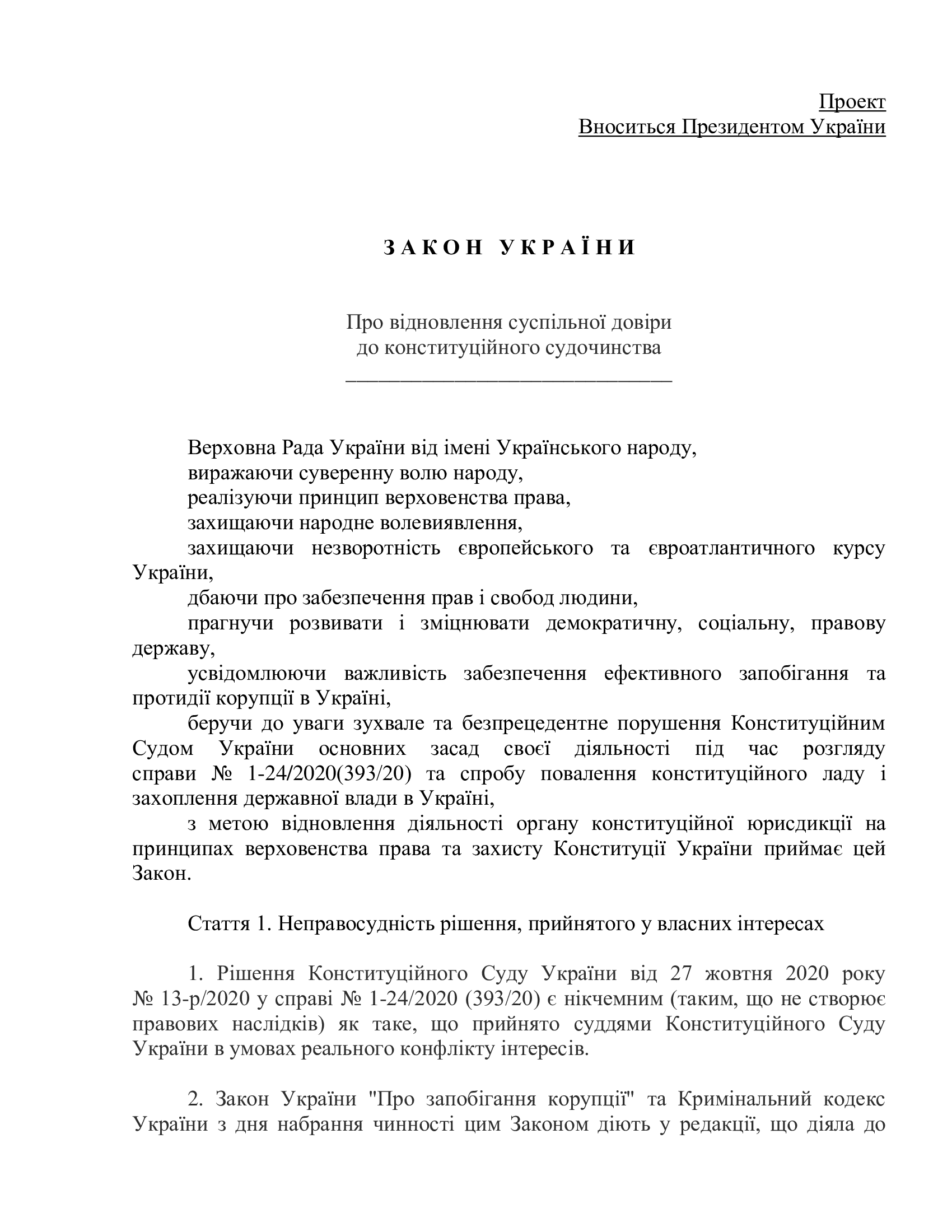

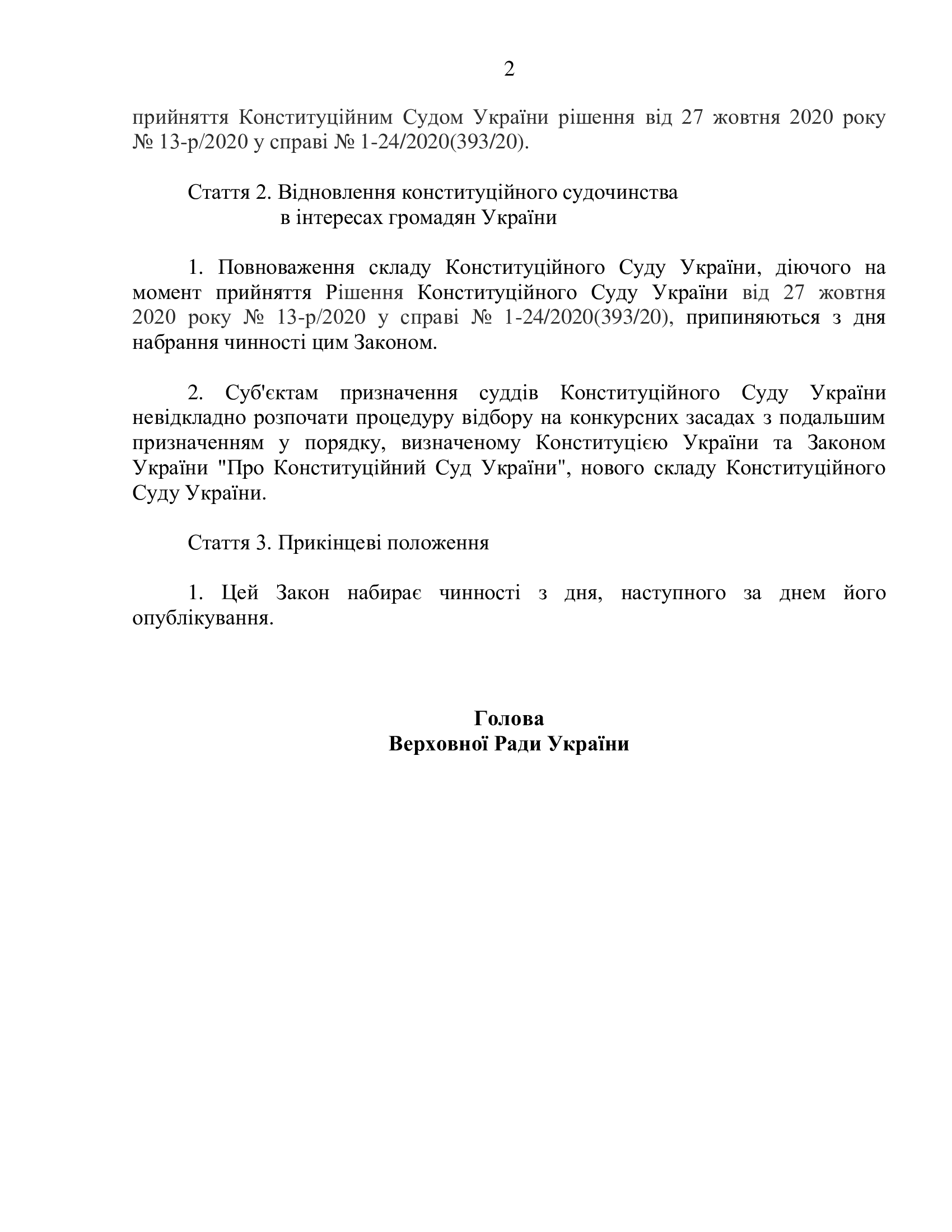

28 жовтня 2020 НАЗК закрило доступ до Єдиного державного реєстру декларацій. Утім, 29 жовтня ввечері Кабінет міністрів зобов'язав НАЗК відновити публічний доступ до Єдиного реєстру декларацій. Конституційний суд 28 жовтня оприлюднив текст рішення, ухваленого Великою палатою КС у складі 15 суддів. У НАБУ заявили, що через рішення КС досі всі справи про недостовірне декларування закриють, а викриті на зловживаннях посадовці уникнуть відповідальності. 

## Відновлення повноважень НАЗК
29 жовтня 2020 Президент України Володимир Зеленський вніс у парламент законопроєкт "Про відновлення суспільної довіри до конституційного судочинства". У документі він назвав нікчемним рішення КСУ щодо скасування електронного декларування і закликав розпустити діючий склад суддів КСУ.
Верховна Рада України від імені Українського народу<…> беручи до уваги зухвале та безпрецедентне порушення Конституційним Судом України основних засад своєї діяльності під час розгляду справи № 1-24/2020(393/20) та спробу повалення конституційного ладу і захоплення державної влади в Україні<…> приймає цей Закон.
2 листопада 2020 у Верховній Раді було зареєстровано законопроєкт, яким пропонується відновити норми про е-декларування, які були скасовані КС. Авторами проєкту Закону «Про відновлення дії окремих положень закону „Про запобігання корупції“ та Кримінального кодексу України» (№ 4304) є Разумков і члени різних фракцій парламенту, зокрема «ЄС», «Голос» та «СН».
4 грудня 2020 р. Верховна Рада відновила кримінальну відповідальність за недостовірне декларування — за брехню про статки передбачені штраф і обмеження волі. «За» проголосували 289 депутатів. Депутати голосували за компромісний законопроєкт № 4460-д, створений на основі президентського законопроєкту № 4434 і напрацьованого робочою групою № 4441.
Згідно з документом, умисне внесення суб'єктом декларування свідомо недостовірних відомостей до декларацій на суму від 500 до 4000 прожиткових мінімумів для працездатних осіб (на той момент від 1,3 до 9 млн гривень) карається штрафом від 2,5 до 3 тисяч неоподаткованих мінімумів доходів громадян (від 42,5 до 51 тисячі громадян) або громадськими роботами на строк від 150 до 240 годин, з позбавленням права обіймати певні посади чи займатися певною діяльністю на строк до 3 років.
Умисне внесення суб'єктом декларування недостовірних відомостей від 4 тисяч прожиткових мінімумів (на той момент 9 мільйонів грн.) карається штрафом від 3 до 5 тисяч неоподаткованих мінімумів (від 51 до 85 тисяч ₴) або громадськими роботами на строк від 150 до 249 годин, або обмеження волі на строк до 2 років з позбавленням права обіймати певні посади чи займатися певною діяльністю на строк до 3 років.
25 грудня 2020 президент Зеленський підписав закон Про внесення змін до Закону України Про запобігання корупції, який парламент ухвалив 15 грудня. Так, повністю відновилися повноваження НАЗК, які заблокував Конституційний суд.

## Протистояння Президента і Голови КСУ
29 грудня В. Зеленський видав указ про відсторонення тодішнього голови Конституційного суду України Олександра Тупицького строком на два місяці. Рішення було прийнято  після отримання та опрацювання фахівцями ОПУ клопотання Офісу генерального прокурора про відсторонення судді КСУ,  у зв'язку з висловленою прокуратурою підозрою кримінального характеру. Проте фактично указ був проігнорований суддями КСУ. 
27 березня 2020 В. Зеленський  видав наказ про звільнення О.Тупицького, мотивуючи тим, що призначені В. Януковичем судді "створюють загрозу державній незалежності та національній безпеці України".  Проте 14 липня 2021 р. Верховний Суд задовольнив позов судді О.Тупицького до президента Зеленського і визнав цей указ протиправним, відтак О.Тупицький залишався головою КСУ до закінчення повноважень 15 травня 2022 року.